# Ramiz Zerrouki
Ramiz Larbi Zerrouki (Amsterdam, 26 mei 1998) is een Algerijns-Nederlands voetballer. Hij komt in het seizoen 2025/26 uit voor FC Twente, dat hem huurt van Feyenoord. Hij speelt als verdedigende middenvelder en is sinds 2021 international voor het Algerijns voetbalelftal. Zerrouki komt oorspronkelijk uit de jeugd van AFC Ajax en kwam tot 2023 uit voor FC Twente.

## Clubloopbaan
Zerrouki speelde oorspronkelijk in de jeugd van AFC Ajax. In 2016 maakte hij een overstap naar de voetbalacademie FC Twente. In het seizoen 2017/18 speelde hij met Jong FC Twente in de Derde divisie Zaterdag, waar hij in de met 0-3 gewonnen uitwedstrijd tegen Harkemase Boys zijn enige doelpunt scoorde. Vanaf seizoen 2018/19 speelde hij met Jong FC Twente in de Beloften Eredivisie. 
In augustus 2018 tekende hij zijn eerste contract bij FC Twente. In de zomer van 2019 werd hij toegevoegd aan de eerste selectie. Zerrouki debuteerde op 30 oktober 2019 onder trainer Gonzalo García voor het eerste elftal van FC Twente, in een met 0-2 gewonnen bekerwedstrijd tegen De Treffers. Hij kwam in de 89e minuut in het veld voor Queensy Menig. Onder García kreeg hij geen nieuwe kans bij het eerste elftal. Net als leeftijdsgenoot Mats Wieffer trainde hij meestal met een klein groepje bij het beloftenelftal van FC Twente, onder leiding van trainer Theo ten Caat.
Eind maart 2020 werd desondanks de optie op zijn aflopende contract gelicht, waardoor hij vastlag tot 30 juni 2021. In de voorbereiding op seizoen 2020/21 wist Zerrouki zich in de kijker te spelen bij de nieuwe trainer Ron Jans. Hij kreeg vanaf het begin van het seizoen geregeld speelminuten en verlengde in oktober 2020 zijn contract tot 2023. Mede door een blessure van Wout Brama wist hij zich direct na de winterstop in de basis te spelen, een plek die hij daarna niet meer afstond. In seizoen 2021/22 scoorde hij zijn eerste doelpunten voor Twente. In de met 2-0 gewonnen bekerwedstrijd tegen SV OSS '20 op 27 oktober 2021 was hij verantwoordelijk voor beide doelpunten. Drie dagen later scoorde hij in een competitiewedstrijd tegen PSV.
In maart 2022 verlengde Ramiz Zerrouki zijn contract bij FC Twente tot medio 2024, met een optie van de club om de verbintenis met nog een jaar te verlengen. Gedurende de zomer van 2022 meldde Feyenoord zich bij Twente voor Zerrouki, maar het kwam niet tot een overgang. Ook tijdens de winterse transferperiode van 2022/23 kwamen beide clubs niet tot een akkoord. In juni 2023 kwam het wel tot een akkoord en tekende Zerrouki een vierjarig contract bij Feyenoord. Ondanks een aantal goede wedstrijden, bijvoorbeeld in de Champions League op 3 oktober 2023 tegen Atlético Madrid, wist Zerrouki bij Feyenoord geen vaste basisplaats af te dwingen en kwam hij voornamelijk binnen de lijnen als invaller. In juli 2025 werd hij door Feyenoord voor een seizoen verhuurd aan zijn oude club FC Twente.

## Clubstatistieken
| Seizoen        | Club           | Competitie     | Competitie | Competitie | Beker | Beker | Europees | Europees | Overig | Overig | Totaal | Totaal |
| Seizoen        | Club           | Competitie     | Wed.       | Dlp.       | Wed.  | Dlp.  | Wed.     | Dlp.     | Wed.   | Dlp.   | Wed.   | Dlp.   |
| -------------- | -------------- | -------------- | ---------- | ---------- | ----- | ----- | -------- | -------- | ------ | ------ | ------ | ------ |
| 2019/20        | FC Twente      | Eredivisie     | 0          | 0          | 1     | 0     | —        | —        | —      | —      | 1      | 0      |
| 2020/21        | FC Twente      | Eredivisie     | 31         | 0          | 1     | 0     | —        | —        | —      | —      | 32     | 0      |
| 2021/22        | FC Twente      | Eredivisie     | 32         | 2          | 2     | 2     | —        | —        | —      | —      | 34     | 4      |
| 2022/23        | FC Twente      | Eredivisie     | 32         | 1          | 1     | 0     | 4        | 0        | 4      | 1      | 41     | 2      |
| 2023/24        | Feyenoord      | Eredivisie     | 26         | 0          | 2     | 0     | 7        | 1        | 1      | 0      | 36     | 1      |
| 2024/25        | Feyenoord      | Eredivisie     | 22         | 1          | 2     | 0     | 4        | 0        | 1      | 0      | 29     | 1      |
| 2025/26        | → FC Twente    | Eredivisie     | 2          | 0          | 0     | 0     | 0        | 0        | 0      | 0      | 2      | 0      |
| Carrièretotaal | Carrièretotaal | Carrièretotaal | 145        | 3          | 9     | 2     | 15       | 1        | 6      | 1      | 175    | 7      |

Bijgewerkt t/m 17 augustus 2025.

## Interlandloopbaan
Zerrouki is de zoon van een Algerijnse vader en een Nederlandse moeder. Het goede spel bij FC Twente in seizoen 2020/21 leidde tot een uitnodiging van het Algerijns voetbalelftal. Op 25 maart 2021 maakte Zerrouki zijn debuut met een invalbeurt in een interland tegen Zambia. Enkele dagen later kreeg hij van trainer Djamel Belmadi een basisplaats in een wedstrijd tegen Botswana. Richting de Afrika Cup 2021, gespeeld in januari en februari 2022, werd hij een vaste waarde in het Algerijnse elftal. Door een coronabesmetting miste hij de eerste twee wedstrijden van het toernooi. De derde wedstrijd tegen Ivoorkust speelde hij wel, maar Algerije was door een gelijkspel en twee nederlagen al na de groepswedstrijden uitgeschakeld.

## Erelijst
| KNVB Beker           | 1x | 2023/24 |
| Johan Cruijff Schaal | 1x | 2024    |